# François Sengat Kuo
Œuvres principales
Fleurs de latérite
Collier de cauris
François Sengat Kuo, né le 4 août 1931 à Douala et mort en septembre 1997, est un homme politique, anticolonialiste, diplomate, et écrivain camerounais.

## Biographie
François Sengat Kuo a fait ses études secondaires au Lycée Leclerc de Yaoundé, puis au lycée Pierre d'Ailly à Compiègne en France. Il devient un militant actif de la Fédération des étudiants d'Afrique noire en France.
François Sengat Kuo a occupé une place importante dans la vie politique du Cameroun et a notamment participé à la décolonisation. Les années 1950 sont marquées par les luttes révolutionnaires, lui imposant le pseudonyme de « Francisco Nditsouna » sous lequel parurent ses premiers écrits. 
François Sengat Kuo est également un écrivain et un poète reconnu, membre de la « Ronde des poètes » association culturelle camerounaise. Ses écrits abordent le thème de la colonisation, du racisme et des injustices dont furent souvent victimes les africains. 
Il milite au sein de l'Union Nationale Camerounaise dont il devint une éminence grise. Il occupera la fonction de rédacteur en chef de la revue panafricaine Présence africaine.
En 1983, il entre au gouvernement comme ministre de l'Information et de la Culture.
En 1990, il quitte le Rassemblement démocratique du peuple camerounais, dont il est secrétaire politique et membre du comité central, en lançant ce cri « la vermine est dans le fruit ».

## Poésie
Le poème de François Sengat Kuo intitulé Il m'ont dit.
Ils m'ont dit

tu n'es qu'un nègre 

juste bon à trimer pour nous

j'ai travaillé pour eux

et ils ont ri

Ils m'ont dit

tu n'es qu'un enfant

danse pour nous

j'ai dansé pour eux

et ils ont ri

Ils m'ont dit

tu n'es qu'un sauvage

laisse-là tes totems

laisse-là tes sorciers

va à l'église

je suis allée à l'église

et ils ont ri

Ils m'ont dit

tu n'es bon à rien

va mourir pour nous

sur les neiges de l'Europe

pour eux j'ai versé mon sang

l'on m'a maudit

et ils ont ri

Alors ma patience excédée

brisant les nœuds de ma lâche résignation

j'ai donné la main aux parias de l'Univers

et ils m'ont dit désemparés

cachant mal leur terreur panique

meurs tu n'es qu'un traître meurs...

pourtant je suis une hydre à mille tête.